# Circuito Mundial de Voleibol de Praia de 1993
O Circuito Mundial de Voleibol de Praia de 1993 foi a sétima edição das séries internacionais de vôlei de praia organizadas pela Federação Internacional de Voleibol (FIVB) para a variante masculina e a segunda edição para o naipe feminino. Para a edição 1993, o Circuito incluiu 3 torneios Open para ambos os naipes.

## Calendário

### Feminino
| Torneio                                                                         | Ouro                                        | Prata                                   | Bronze                                       | Quarto lugar                                 |
| Aberto do Rio de Janeiro Rio de Janeiro, Brasil De 9 a 14 de fevereiro de 1993. | Estados UnidosKarolyn Kirby · Nancy Reno    | BrasilMônica Rodrigues · Adriana Samuel | BrasilKarina Lins e Silva · Jacqueline Silva | Estados UnidosLinda Chisholm · Liz Masakayan |
| Aberto de Santos Santos, Brasil De 11 a 14 de novembro de 1993.                 | Estados UnidosKarolyn Kirby · Liz Masakayan | BrasilRoseli Ana Timm · Isabel Salgado  | BrasilAdriana Behar · Magda Lima             | BrasilKarina Lins e Silva · Sandra Pires     |

### Masculino
| Torneio                                                                         | Ouro                                      | Prata                                       | Bronze                                      | Quarto lugar                           |
| Aberto do Rio de Janeiro Rio de Janeiro, Brasil De 9 a 14 de fevereiro de 1993. | Estados UnidosAdam Johnson · Kent Steffes | BrasilEduardo Bacil "Anjinho" · José Loiola | Estados UnidosSinjin Smith · Randy Stoklos  | BrasilRoberto Lopes · Franco Neto      |
| Aberto de Enoshima Enoshima, Japão De 28 a 30 de julho de 1993.                 | BrasilRoberto Lopes · Franco Neto         | BrasilEduardo Garrido · Roberto Moreira     | Estados UnidosTroy Tanner · Dan Vrebalovich | Estados UnidosAl Janc · Craig Moothart |

## Quadro de medalhas
| Ordem | País           | Medalha de ouro | Medalha de prata | Medalha de bronze | Total |
| ----- | -------------- | --------------- | ---------------- | ----------------- | ----- |
| 1.    | Estados Unidos | 3               | 0                | 2                 | 5     |
| 2.    | Brasil         | 1               | 4                | 2                 | 7     |